# Alcis semiothisata
Alcis semiothisata là một loài bướm đêm trong họ Geometridae.